# Mormonia carolina
Mormonia carolina là một loài bướm đêm trong họ Noctuidae.